# صفای اصفهانی
محمدحسین صفای فریدنی معروف به صفای اصفهانی از شاعران فارسی‌سرای ایران در قرن سیزدهم هجری و از اهالی منطقهٔ فریدن در غرب استان اصفهان می‌باشد. هم اینک نام یکی از خیابان‌های اصفهان در شمال غرب این شهر، حکیم صفایی می‌باشد.

## زندگی‌نامه
صفای اصفهانی در سال ۱۲۶۹ در فریدن متولد شد. تحصیلات ابتدایی را در فریدن و اصفهان فرا گرفت و سپس به همراه برادرش علیمحمد متخلص به حکیم به تهران رفت و در تهران به تحصیل مشغول گشت، در این ایام به عرفان و تصوف گرائیده و در سال ۱۳۰۹ به مشهد رفت و با عنایات میرزا محمدعلی مؤتمن ملقب به مؤتمن السلطنه، وزیر خراسان در مشهد ساکن شد. او در مشهد با چند تَن از فضلای معروف خراسان از جمله ادیب نیشابوری معاشرت داشت. محمدحسین صفای فریدنی در سال ۱۳۲۲ هجری قمری از دنیا رفت.

## اشعار
دیوان اشعار او شامل ۵٬۶۹۱ بیت است.
از اشعار اوست:
| دل بردی از من به یغما، ای ترک غارتگر من     |  | دیدی چه آوردی ای دوست، از دست دل بر سر من |
| عشق تو در دل نهان شد، دل زار و تن ناتوان شد |  | رفتی چو تیر و کمان شد، از بار غم پیکر من  |
| می‌سوزم از اشتیاقت، در آتشم از فراقت         |  | کانون من سینهٔ من، سودای من آذر من         |
| گبر و مسلمان خجل شد، دل فتنهٔ آب و گل شد     |  | صد رخنه در ملک دل شد، ز اندیشهٔ کافر من    |
| شکرانه کز عشق مستم، می خواره و می‌پرستم      |  | آموخت درس الستم، استاد دانشور من          |
| سلطان سیر و سلوکم، مالک رقاب ملوکم          |  | در سوزم و نیست سوکم، بین نغمهٔ مِزمر من     |
| در عشق سلطان بختم، در باغ دولت درختم        |  | خاکستر فقر تختم، خاک فنا افسر من          |
| با خار آن یار تازی، چون گل کنم عشق بازی     |  | ریحان عشق مجازی، نیش من و نشتر من         |

شعری دیگر:
| سر خوان وحدت آن دم که به دل صلا زدم من |  | به سر تمام مُلک و ملکوت پا زدم من       |
| در دید غیر بستم بت خویشتن شکستم        |  | ز سبوی یار مستم که می ولا زدم من       |
| ز الست دل بلایی که زدم به قول مطلق     |  | به کتاب هستی کل رقم بلا زدم من         |
| پی حکّ نقش کثرت ز جریدهٔ هیولی           |  | نتوان نمود باور که چه نقش‌ها زدم من     |
| پی سدّ باب بیگانگی از سرای امکان        |  | کمر وجود بستم در آشنا زدم من           |
| قدم شهود بر دستگه قدم نهادم            |  | عَلَم وجود در پیشگه خدا زدم من           |
| سر پای بر تن و دست به دامن تجرّد        |  | نزدم به روی غفلت همه جابجا زدم من      |
| همه آنچه خواستم یافتم از دل خدابین     |  | نه به ارض خویشتن را و نه بر سما زدم من |
| به در امیدواری سر انقیاد سودم          |  | به ره نیازمندی قدم وفا زدم من          |
| من و دل دو مست باقی، دو نیازمند ساقی   |  | دل مست بادهٔ فقر و می فنا زدم من        |
| در دیر بود جایم به حرم رسید پایم       |  | به هزار در زدم تا در کبریا زدم من      |
| در کوی می‌پرستی نزدم به دست هستی        |  | که مدام صاف الا ز سبوی لا زدم من       |
| به قفای فقر آن روز قدم نهادم از دل     |  | که به دولت سلاطین دول قفا زدم من       |
| ز هوای خویش رستم به خرابخانهٔ تن        |  | که از این خرابه خشتی به سر هوا زدم من  |
| به خدای بستم از کدرت کائنات رستم       |  | به دو دست چنگ در سلسلهٔ صفا زدم من      |
| به رضای نفس جستم جلوات فیض اقدس        |  | نفس تجلّی از منزلت رضا زدم من           |